# DECO Cassette System
DECO Cassette System — первая унифицированная аркадная платформа, выпущенная компанией Data East в 1980 году. В отличие от ранних аркадных игровых автоматов, использовавших уникальную аппаратуру для каждой игры, эта система позволяла использовать одну и ту же аппаратуру для выполнения сменных игровых программ. 
Игры для системы хранились на обычных магнитофонных компакт-кассетах. Для защиты от копирования использовались донглы (электронные ключи). Кассета и донгл устанавливались в игровой автомат, при включении игровая программа загружалась в ОЗУ автомата. Процесс загрузки занимал около двух минут.
В рекламных материалах упоминалось, что в мире работало более 35000 игровых автоматов DECO.
Недостатками системы являлись низкая надёжность магнитофонных кассет и низкое качество игр для системы.
В настоящее время аппаратура DECO эмулируется в многосистемном эмуляторе игровых автоматов MAME.

## Характеристики
- Процессоры: MOS 6502 на частоте 750 кГц, MOS 6502 на частоте 500 кГц и Intel 8041 на частоте 500 кГц
- Видео: 240×240, 32 цвета
- Звук: две микросхемы AY-3-8910

## Список игр
- Burgertime
- Bump 'n' Jump
- Burnin' Rubber
- Cobra Command
- Super Astro Fighter
- Boulder Dash
- Kamikaze Cabbie
- Manhattan
- Missile Sprinter
- Nebula
- The Tower
- Buramzon
- Astro Fantazia
- DS TeleJang
- Disco No. 1 (также известна как Sweet Heart)
- Treasure Island
- Lucky Poker
- Cluster Buster (также известна как Graplop или Flying Ball)
- Terranean
- Angler Dangler
- Rootin Tootin (также известна как La Pa Pa)
- Skater
- Night Star
- Super Doubles Tennis
- Tornado
- Explorer
- Genesis
- Bambolin
- Zeroize
- Scrum Try
- Peter Pepper's Ice Cream Factory
- Lock 'n' Chase
- Pro Tennis
- Pro Bowling
- Pro Soccer
- Fighting Ice Hockey
- Oh Zumou
- Hello Gate Ball
- Highway Chase (также известна как Mad Alien)
- Sengoku Ninja Tai (также известна как Ninja)
- The DECO Kid (также известна как Flash Boy)
- Tokyo Mie Sinryohjyo
- Tokyo Mie Sinryohjyo 2
- Geinohijin Sikaku Siken